# Автомобильный завод AzSamand
AzSamand — автомобильный завод группы компании Evsen.

## История
Проект открыт в октябре 2005 года, при поддержке правительства Азербайджана. Производство автомобилей осуществляется в городе Шемахы. Автомобильный завод AzSamand совместно с Iran Khodro производит с 2010 года автомобили с дизельными двигателями.

## Модели
- IKCO Samand Soren
- IKCO Samand
- IKCO Runna